# Фосгеноксим
Фосгенокси́м, дихлорформоксим или дихлорформальдоксим, оксим фосгена (англ. Phosgene oxime, военное название англ. CX) — боевое отравляющее вещество, формально относимое к веществам кожно-нарывного действия, но фактически принадлежащее к более узкой группе веществ крапивного действия. Везикант, вызывает деструкцию тканей. Бесцветная жидкость, запах может отсутствовать или быть любым вплоть до фруктового. В одном из исследований авторы отмечают «очень неприятный и раздражающий запах». Раздражает кожу, слизистые, глаза. Поражение возникает при воздействии 0,2 мг·мин/м3 и становится невыносимым при дозе 3 мг·мин/м3. Одно из наименее изученных боевых отравляющих веществ, патофизиология и долгосрочные эффекты мало известны. Является очень ядовитым веществом. Противоядия не существует.
В течение 2 часов при нормальной температуре разрушается в почве, в воде — в течение нескольких дней. Это быстро испаряющееся вещество, маловероятно, что оно представляет опасность для окружающей среды и животного мира.

## История
Первые сообщения о синтезе фосгеноксима появились в литературе в 1929 году. Производился в том же году исключительно в качестве боевого химического средства, но никогда не использовался во время боевых действий или в условиях войны. Во время Второй мировой войны враждующие стороны накапливали фосгеноксим как химическое оружие. Несмотря на столь длительную историю разработки, фосгеноксим является одним из наименее изученных отравляющих веществ, и данные о нём очень ограничены.

## Воздействие на человека
Обладает удушающим, общеядовитым и кожно-нарывным действием. Последнее, в отличие от иприта, проявляется без скрытого периода. Другое существенное отличие от стандартного ОВ кожно-нарывного действия заключается в том, что как раз нарывы он не вызывает: при попадании фосгеноксима на кожу возникает эритема как при ожоге крапивой, отсюда название этой группы веществ: ОВ крапивного действия (en:nettle agent, англ. nettle — крапива). Противоядие неизвестно. Вещества этой группы имеют невысокую летальность, но даже в малых дозах вызывают поражения, требующие медицинской помощи. Особенно опасен в сочетании с другими, в частности, с отравляющими веществами нервно-паралитического действия, которые могут активно проникать в организм через повреждённую фосгеноксимом кожу. Вещество быстро проникает сквозь одежду, резину.
Кожа: вызывает изменение кожных покровов через 30 секунд, появляется эритематозное кольцо (покраснение или наоборот, бледность). В течение 15 минут на коже появляется крапивница. Через сутки поражённые участки кожи покрываются волдырями, затем образуется струп с последующим некрозом. Зуд и боль могут продолжаться на протяжении всего процесса заживления.
Глаза: раздражение, сильная боль и слезотечение, возможна временная слепота.
Дыхательные пути: крайне быстрое раздражение верхних дыхательных путей: хриплый голос, насморк, боль в носу. Фосгеноксим воздействует на лёгкие через кожу или при вдохе. При вдыхании может вызвать отёк лёгких с симптомами одышки и кашля.

## Меры защиты и предосторожности
Лекарственного средства, прекращающего или ослабляющего действие фосгеноксима не существует. Лечат скорейшим удалением ядовитого вещества из организма, в условиях стационарного лечения оказывают поддерживающую медицинскую помощь. Защитой при отравлении этим веществом могут быть следующие меры:
- Как можно быстрее покинуть территорию заражения, быстро выйти из зданий и помещений. По возможности подняться на возвышенность, поскольку отравляющее вещество скапливается в низинах, на свежем воздухе эффективно снижается его воздействие.
- Снять одежду как можно быстрее, вымыть тёплой водой с мылом тело, особенно тщательно промыть глаза (очки, если они есть). Одежду тщательно утилизировать в полиэтиленовые пакеты.
- Если фосгеноксим попал в организм через желудок, нельзя вызывать рвоту и пить жидкость, нужно немедленно обратиться за медицинской помощью[12].

## Физические свойства
Само по себе химически чистое вещество имеет форму бесцветных кристаллов, но в присутствии загрязнений может быть жидкостью желто-коричневого цвета с очень неприятным и раздражающим запахом. Температура плавления 39,5–40 °С, температура кипения 129 °C. Легко испаряется при комнатной температуре, Летучесть (максимальная концентрация паров в воздухе) 23 мг/л (20 °С). Пары тяжелее воздуха, поэтому стекаются в более низкие места.

## Химические свойства
Фосгеноксим растворим в воде и во многих органических растворителях, но в воде фосгеноксим образует устойчивые гидраты, которые медленно разлагаются с образованием гидроксиламина. Щёлочи и аммиак быстро и полностью разрушают фосгеноксим. 

## Получение
Получают действием хлора на формальдоксим или на гремучую кислоту:
{\displaystyle {\mathsf {HCNO+Cl_{2}\rightarrow Cl_{2}CNOH}}.}
В военных целях мог получаться восстановлением хлорпикрина (ныне запрещённого)  оловом в соляной кислоте:
{\displaystyle {\mathsf {Cl_{3}CNO_{2}+2Sn+5HCl+H_{2}O\rightarrow Cl_{2}CNOH+2H_{3}O[SnCl_{3}]}}.}